# Zenel Hamiti
Zenel Hamiti (ur. 25 czerwca 1919 we wsi Radhimë k. Wlory, zm. 25 czerwca 2003 w Tiranie) – albański polityk komunistyczny i dyplomata, minister górnictwa w latach 1950-1951 i 1965-1966.

## Życiorys
Uczył się w szkole technicznej w Korczy, którą ukończył w roku 1941. W 1941 rozpoczął pracę w ministerstwie spraw wewnętrznych, działającym pod patronatem włoskim, na stanowisku III sekretarza. W lipcu 1942 aresztowany za prowadzenie działalności antyfaszystowskiej. Uwolniony w styczniu 1943, związał się z ruchem oporu. Od 1943 związany z Komunistyczną Partią Albanii. W 1944 pełnił funkcję komisarza politycznego brygady, a następnie komisarza 3 dywizji Armii Wyzwolenia Narodowego. Po zakończeniu wojny pracował jako funkcjonariusz resortu spraw wewnętrznych. W 1946 objął stanowisko dyrektora przedsiębiorstwa górniczego w Kuçovëj. Po przywróceniu stosunków dyplomatycznych z Włochami w roku 1949 Zeneli objął stanowisko ambasadora Albanii w Rzymie. Po powrocie do kraju w 1950 objął stanowisko dyrektora w przemyśle petrochemicznym, a następnie przez dwa lata kierował resortem górnictwa w rządzie Envera Hoxhy. W latach 1957–1960 pełnił funkcję wiceprzewodniczącego Państwowej Komisji Geologicznej. W roku 1965 objął po raz drugi stanowisko ministra górnictwa. W 1975 ponownie objął stanowisko dyrektora przedsiębiorstwa górniczego w Tiranie.
W latach 1951–1954 i 1966-1970 zasiadał w Zgromadzeniu Ludowym. W 1978 został usunięty z partii, zmarł w 2003 w Tiranie.

## Publikacje
- 1965: Kur gjëmonin malet : kujtime (Wspomnienia)
- 1966: Historiku i vajgurit në Shqipëri
- 1969: Boksidet : të njohim pasuritë e nëntokës